# あららぎあゆね
あららぎ あゆね（あららぎ　あゆね、11月15日 - ）は、日本の漫画家。また、「Over:Δ」という同人サークルを主宰している。

## 作品リスト

### 連載
- ヤンデレ男の娘シリーズ（『わぁい!』2012年1月号 - 2013年9月号）
- スーパーダンガンロンパ2 南国ぜつぼうカーニバル！（『GA文庫マガジン』2013年2月号 - 2015年10月号）
- プレゼントは靴下に（『コミック電撃だいおうじ』Vol.8 - Vol.11）
- ばんちょーメイト！（ぽにマガ/ ポニーキャニオン2014年5月 - 2015年3月）
- リンナ警部は呼吸ができない（『月刊ComicREX』2016年12月号 - 2018年2月号）
- 一式さんは恋を知りたい。（『月刊少年エース』2020年8月号[3] - 連載中） - 連載開始時タイトルは『鋼鉄のリンナは××されたい』[3]。

### 読み切り
- タイトル不明（『ECアンソロジー 花咲くいろは ぼんぼる！』2011年[4]） - 『花咲くいろは』アンソロジー寄稿作品。
- まぐろさん（『アース・スター』2012年5月号）
- まぐろさん2（『アース・スター』2012年7月号）
- 初恋ラバーズ（『わぁい!Mahalo』2012年9月号[5]）
- ハス太のドキドキテーマパーク（『這いよれ！ニャル子さん コミックアンソロジー』2012年[6]） - 『這いよれ! ニャル子さん』のアンソロジー寄稿作品[6]。
- おにいちゃんコンプレックス（『わぁい！Mahalo』2013年2月号）
- タイトル不明（『プリンス・オブ・ストライド オルタナティブ 電撃コミックアンソロジー』2016年[7]） - 『プリンス・オブ・ストライド オルタナティブ』のアンソロジー寄稿作品[7]。
- はじめてのレトロゲーム！（『ハイスクール・フリート アンソロジーコミック』2016年[8]） - 『ハイスクール・フリート』のアンソロジー寄稿作品[8]。
- 微章争奪チキチキバトル（『Re:ゼロから始める異世界生活 公式アンソロジーコミック』2016年[9]） - 『Re:ゼロから始める異世界生活』のアンソロジー寄稿作品[9]。
- この移動環境に改善を！（『この素晴らしい世界に祝福を！ めぐみんアンソロジー』2016年[10]） - 『この素晴らしい世界に祝福を！』のアンソロジー寄稿作品[10]。
- フィーロとクッキング！（『盾の勇者の成り上がり アンソロジー フィーロといっしょ』2019年[11]） - 『盾の勇者の成り上がり』のアンソロジー寄稿作品[11]。

### 書籍
- 『ヤンデレ男の娘シリーズ（仮）』一迅社〈IDコミックス わぁい！コミックス〉、2014年9月3日発売、ISBN 978-4-7580-1392-5
- 『スーパーダンガンロンパ2 南国ぜつぼうカーニバル！』、SBクリエイティブ、2013年 - 2015年、全4巻
- 『リンナ警部は呼吸ができない』、一迅社〈REXコミックス〉2017年 - 2018年、全3巻
- 『一式さんは恋を知りたい。』、KADOKAWA〈角川コミックス・エース〉2020年[12] - 、既刊8巻（2025年4月25日現在）